# Powódź w Poznaniu (1548)
Powódź w Poznaniu w 1548 – powódź, która nawiedziła Poznań wiosną 1548. Była jedną z większych powodzi w mieście w XVI wieku.
Klęska nawiedziła Poznań w miesiącach wiosennych. Wodowskaz na Chwaliszewie wskazał podniesienie stanu Warty do 6-7 metrów. Oprócz Chwaliszewa zalane zostały w większości Garbary. W kościele Bernardynów woda dotarła do biblioteki, a także zniszczyła posadzki i ławki w samej świątyni, o czym wspominała Kronika bernardyńska.